# Soure (Pará)
Soure – miasto i gmina w Brazylii, w stanie Pará. Znajduje się w mezoregionie Marajó i mikroregionie Arari. 

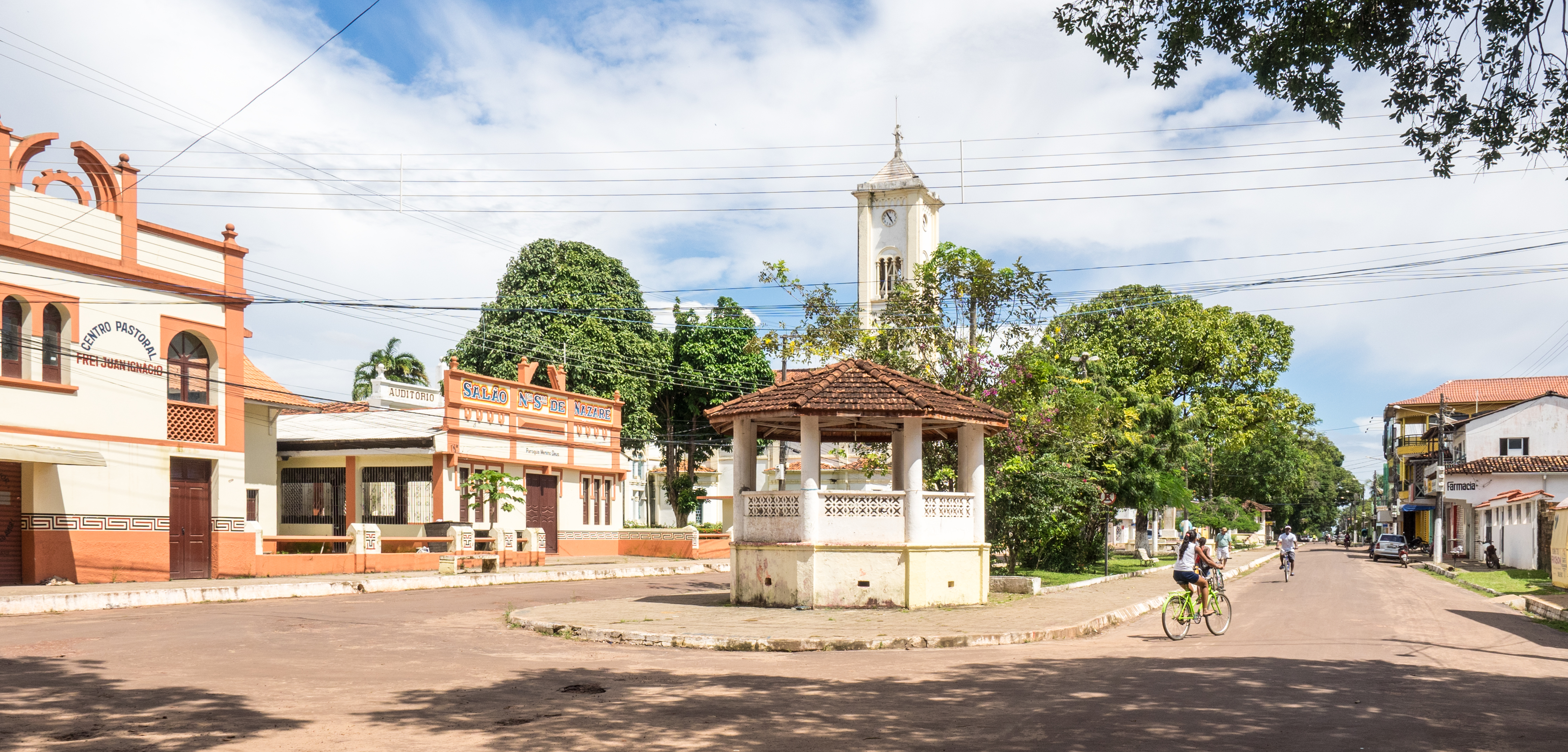
Soure, 2015